# Stever
La Stever est une rivière allemande d'une longueur de 58 km qui coule dans le land de la Rhénanie-du-Nord-Westphalie. Elle est un affluent de la Lippe, donc un sous-affluent du Rhin.